# Metric
Metric es una banda de rock canadiense fundada en 1998 en Toronto. La banda la constituye la vocalista y teclista Emily Haines, el guitarrista James Shaw, el bajista Joshua Winstead y el baterista Joules Scott-Key. La banda comenzó como un dúo formado por Haines y Shaw bajo el nombre de Mainstream (el cual sería reemplazado después de publicar su primer trabajo, titulado Mainstream EP). Winstead y Scott-key se unirían a la banda en 2001.

## Historia
Emily Haines y James Shaw se conocieron en 1997. Los dos comenzaron a componer música bajo el nombre de Mainstream y pronto realizarían lo que sería el primer EP del dúo: “Mainstream EP”. Poco después, el dúo cambió el nombre al actual Metric en el que según Emily Haines tuvo su raíz en el nombre de un sonido que había compuesto James Shaw.
Pocos años después, entre 2000 y 2001, comenzarían a grabar lo que se supone iba a ser su álbum debut Grow Up and Blow Away. Debido a problemas con la discográfica Restless Record, el álbum se vio aplazado y nunca sería publicado con dicha discográfica.  Sin embargo, en ese mismo año y con la misma firma discográfica, sacarían su segundo EP: “Static Anonymity EP”.
Poco después, a finales de 2001, se integrarían a la banda el bajista Joshua Winstead y el batería Joules Scott-Key. Así entonces, Metric, pasaría de ser un dúo con un estilo downtempo a una banda completa, incorporando un estilo más propio de una formación de rock.
Dos años después, el 2 de septiembre de 2003, publicarían bajo Last Gang Records su álbum de debut Old World Underground, Where Are You Now? el cual tendría una buena acogida en Canadá y con el que alcanzarían la certificación de Oro. Publicarían dos años después su segundo álbum de estudio Live It Out. Dicho álbum sería  nominado al “Mejor Álbum Alternativo” en los Juno Awards del 2006 y para el 2009 obtendría la calificación de Platino en Canadá.
Tiempo después la banda se separaría temporalmente. Emily Haines continuaría como artista en solitario publicando en 2006 el álbum “Knives Don’t Have Your Back” bajo el nombre de Emily Haines & The Soft Skeleton. Poco después publicaría con Last Gang Records el EP “What is Free to a Good Home?” con el mismo alias.
Paralelamente, el bajista Joshua Winstead junto al batería Joules Scott-Key formarían el dúo Bang Lime y publicarían su único álbum “Best Friends In Love” con la discográfica Last Gang Records en 2007.
Durante el breve descanso de la banda, el álbum Grow Up and Blow Away, que había sido grabado años atrás, se vería levemente modificado para ser publicado en 2007 de la mano de la firma discográfica Last Gang Records.
Los integrantes de la banda se reagruparían un año después para publicar el 7 de abril de 2009, el que sería el cuarto álbum de estudio de Metric, Fantasies. A pesar de haber sido difundido íntegramente sin la ayuda de ninguna discográfica, Fantasies alcanzaría un gran éxito vendiendo más de 250.000 copias en su primer año y ganándose la certificación de Platino en Canadá ese mismo año. Además sería nominado a los Polaris Music Prize de 2009 como “Álbum Canadiense del Año” y ganaría el premio a “Álbum Alternativo del Año” en los Juno Awards de 2010 como así también el galardón a “Mejor Grupo del Año”.
El 12 de junio de 2012 publicarían su quinto álbum de estudio Synthetica. Gracias a este, el álbum se alzaría con tres premios en los Juno Awards de 2013: “Album Alternativo del año”, “Productor del año” para James Shaw y “Recording Package of the Year” para Justin Broadbent.

## Estilo y género musical

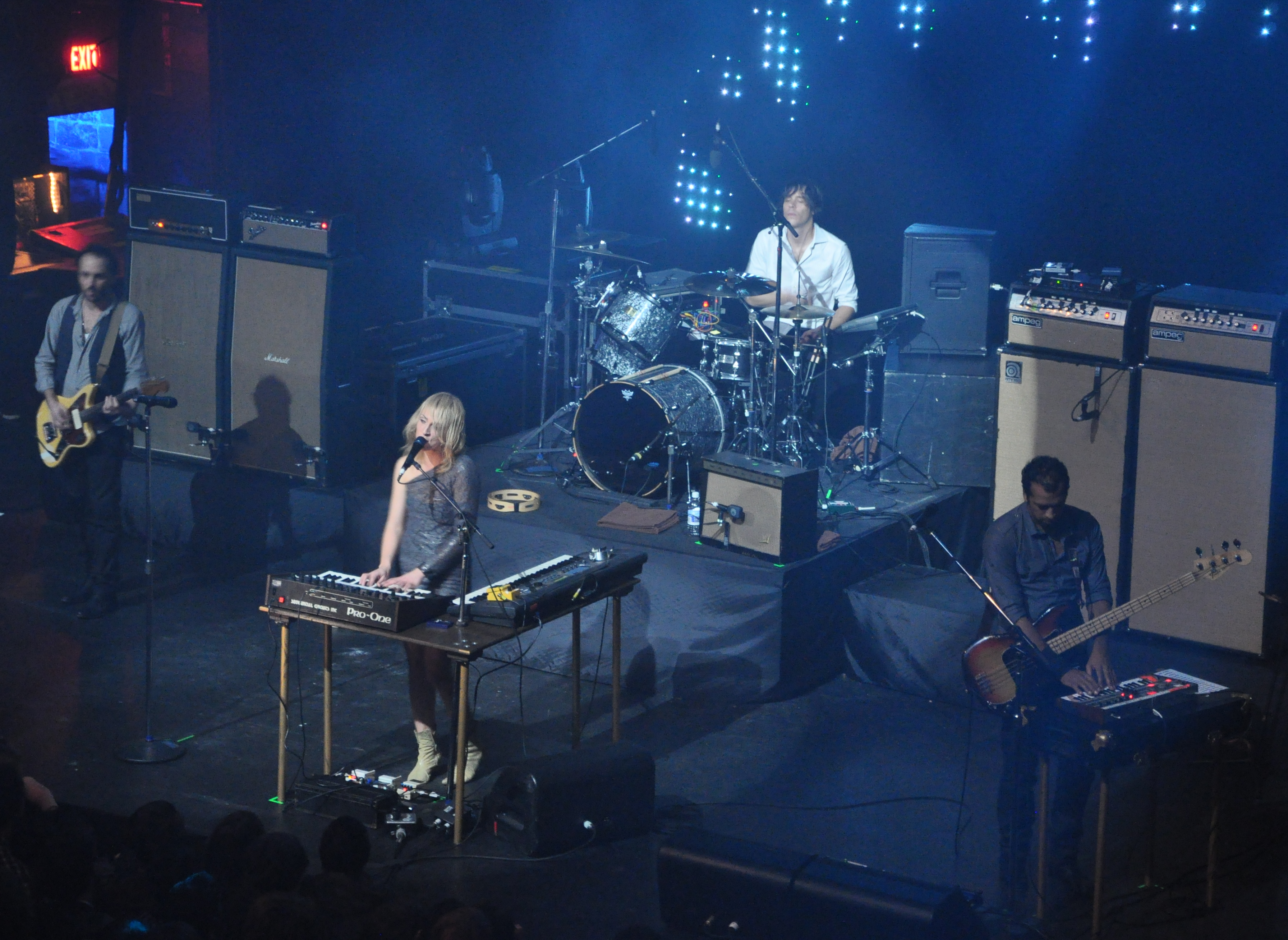
Concierto en Vancouver (2008)

En sus inicios el estilo se limitaba a canciones de género downtempo con compases relativamente lentos y composiciones simples que venía limitado por el uso de una caja de ritmos.
Con la entrada de un bajo y de una batería el grupo tomó un estilo radicalmente diferente. En su álbum de debut se reflejaría dicho cambio pero aún sin haber concretado un género específico. Compases más rápidos y ritmos más acelerados en algunas de sus canciones, marcarían lo que sería la nueva perspectiva musical de la banda. Además, Old World Underground, Where Are You Now?, se vería caracterizado e influenciaría al resto de sus trabajos por la libertad que tomaría el piano y el sintetizador.
Se vería un ligero cambio en el tono de su música con la publicación de los dos siguientes álbumes. La banda fue tomando un estilo concreto más próximo al Rock Alternativo o Hard Rock con influencias en el New Wave. Fantasies y Live It Out, sobre todo este último, destaca por su “agresividad”  de la batería y guitarra eléctrica. Fantasies, a diferencia de su antecesor, contiene más sonidos sintetizados que precederían su quinto álbum de estudio.
Synthetica rompería parcialmente con el estilo de sus dos anteriores álbumes desarrollando compases y ritmos más propios del Pop Rock. Así mismo, el sintetizador tomaría más importancia dentro de la composición de las canciones dando sonidos propios del Synthrock.
Dicha tendencia se consolidaría en su último trabajo, Pagans in Vegas, en el que los sonidos sintéticos predominan en todo el álbum así como también la casi ausencia de guitarra eléctrica evidenciando una clara evolución desde Old World Underground, Where Are You Now?.

## Discografía
Sus canciones «Monster Hospital», «Police and the Private» y «Front Row» han sido usadas en la banda sonora de la serie estadounidense Grey's Anatomy. «Monster Hospital» también ha estado en CSI: Miami. La serie Gossip Girl incluyó «Gimme Sympathy» y «Gold Guns Girls» en el mismo episodio. Esta última apareció también en las series Zombieland, Encourage, Grey's Anatomy y en el videojuego FIFA 10, existiendo además otras apariciones en videojuegos como «Speed The Collapse» en FIFA 13, «Handshakes» en Test Drive Unlimited y «Gold, Guns, Girls» en Test Drive Unlimited 2. «Help Im Alive» formó parte de la serie The Vampire Diaries, en el segundo episodio de la primera temporada. 
El tema «Eclipse (All yours)» aparece en los créditos finales de la película Eclipse, tercera de la saga de Crepúsculo, y aparece en la banda sonora de la misma.
El tema «Black Sheep» es utilizado como parte de la banda de sonido oficial de la película Scott Pilgrim vs. the World, por el grupo ficticio The Clash at Demonhead.

### Álbumes de estudio
- Old World Underground, Where Are You Now? (2003)
- Live It Out (2005)
- Grow Up and Blow Away (2007)
- Fantasies (2009)
- Synthetica (2012)
- Pagans in Vegas (2015)
- Art of Doubt (2018)
- Formentera (2022)

### EP
- Mainstream EP (1998)
- Static Anonymity (2001)
- Plug In Plug Out (2009)
- Fantasies - Spotify Acoustic EP (2010)[16]
- Fantasies - Spotify Covers EP (2010)[17]
- iTunes Session EP (2011)

### Sencillos
- Combat Baby (2004)
- Dead Disco (2004)
- Poster of a Girl (2006)
- Monster Hospital (2006)
- Empty (2007)
- Help, I'm Alive (2008)
- Front Row (2009)
- Gimme Sympathy (2009)
- Sick Muse (2009)
- Gold Guns Girls (2009)
- Stadium Love (2010)
- Youth Without Youth (2012)
- Breathing Underwater (2012)
- Synthetica (2013)
- The Shade (2015)
- Cascades (2015)
- Dark Saturday (2018)
- Dressed to Suppress (2018)
- Now or Never Now (2018)
- Love You Back (2019)

### Álbumes en video
- Live at Metropolis EP (2007)

### Videos musicales
- Calculation (Theme) (2003)
- IOU (2003)
- Combat Baby (2003)
- Succexy (2003)
- The List (2004)
- Dead Disco (2004)
- Monster Hospital (2005)
- Poster of a Girl (2006)
- Empty (2007)
- Help I'm Alive (2009)
- Gimme Sympathy (2009)
- Sick Muse (2009)
- Gold Guns Girls (2010)
- Stadium Love (2010)
- Eclipse (All Yours) (2010)
- Black Sheep (2010)
- Collect Call (2010)
- Expecting to Fly (2011)
- Youth Without Youth (2012)
- Breathint Underwater (2012)
- Synthetica (2013)
- Lost Kitten (2013)
- The Shade (2015)
- Dark Saturday (2018)
- Now or Never Now (2018)
- Love You Back (2019)

### Bandas sonoras
- The Twilight Saga: Eclipse (2010)[18]
- Cosmopolis (2012)[19]
- Scott Pilgrim vs. the World (2010)[20]
- FIFA 10 (2009)[21]
- FIFA 13 (2014)[22]
- Test Drive Unlimited (2007)
- Test Drive Unlimited 2 (2012)[23]

## Premios
| Año  | Organización        | Premio                            | Álbum o persona/s nominada/s                                                                | Resultado |
| ---- | ------------------- | --------------------------------- | ------------------------------------------------------------------------------------------- | --------- |
| 2006 | Premios Juno        | Álbum alternativo del año         | Live It Out                                                                                 | Nominado  |
| 2006 | Polaris Music Prize | Álbum canadiense del año          | Live It Out                                                                                 | Nominado  |
| 2009 | Polaris Music Prize | Álbum canadiense del año          | Fantasies                                                                                   | Nominado  |
| 2009 | CASBY Awards        | Nuevo álbum favorito              | Fantasies                                                                                   | Ganador   |
| 2009 | CASBY Awards        | NXNE Favourite New Indie Release  | Fantasies                                                                                   | Ganador   |
| 2010 | Premios Juno        | Grupo del año                     | Metric                                                                                      | Ganador   |
| 2010 | Premios Juno        | Compositor del año                | Emily Haines y James Shaw por: "Gimme Sympathy", "Sick Muse", "Help I'm Alive" de Fantasies | Nominado  |
| 2010 | Premios Juno        | Álbum alternativo del año         | Fantasies                                                                                   | Ganador   |
| 2012 | CASBY Awards        | NNXNE Favourite New Indie Release | Synthetica                                                                                  | Ganador   |
| 2012 | CASBY Awards        | Favourite Edge Session            | Metric                                                                                      | Ganador   |
| 2013 | Premios Juno        | Grupo del año                     | Metric                                                                                      | Nominado  |
| 2013 | Premios Juno        | Fan Choice Award                  | Metric                                                                                      | Nominado  |
| 2013 | Premios Juno        | Productor del año                 | James Shaw por: "Youth Without Youth" y "Breathing Underwater" de Synthetica                | Ganador   |
| 2013 | Premios Juno        | Álbum alternativo del año         | Synthetica                                                                                  | Ganador   |
| 2013 | Premios Juno        | Recording package of the year     | Justin Broadbent y Synthetica por: dirección artística/diseño/fotografía                    | Ganador   |
| 2013 | Polaris Music Prize | Álbum canadiense del año          | Synthetica                                                                                  | Nominado  |